# Angelo Mazzoni
Angelo Mazzoni (* 3. dubna 1961 Milán, Itálie) je bývalý italský sportovní šermíř, který se specializoval na šerm kordem.
Itálii reprezentoval od roku 1980 20 let. Startoval na šesti olympijských hrách v roce 1980, 1984, 1988, 1992, 1996 a 2000. V soutěži jednotlivců bylo jeho maximem šesté místo na olympijských hrách v roce 1992. V roce 1990 obsadil na mistrovství světa v soutěži jednotlivců druhé místo. Patřil k oporám silného italského družstva kordistů, se kterým získal v roce 1996 a 2000 zlatou olympijskou medaili a tři tituly mistra světa z let 1989, 1990 a 1993.